# Орловская битва
«Орло́вская би́тва» — советский полнометражный документальный фильм 1943 года о летней Орловской стратегической наступательной операции по ликвидации орловского плацдарма немецко-фашистских захватчиков. Охватывает события на германо-советском фронте с 5 июля по 5 августа.
Выпущен на экраны 31 августа.

## Хронология
Участок германо-советского фронта проходит по полям орловщины, вдали на горизонте гитлеровские войска готовятся к наступлению. На карте поясняются позиции противника — занятый немцами орловский плацдарм. Наступление германской армии на Орловско-Курском и Белгородско-Курском направлении. Советские сапёры за минированием. Немецкие танки атакуют, им противостоит советская артиллерия. В небе появляются вражеские бомбардировщики. Несмотря ни на что красноармейцы удерживают позиции, бронебойщики уничтожают немецкие танки, санитары подбирают раненых. Советская авиация штурмует подходящие резервы врага, в небе разворачиваются воздушные бои. Подбитые «Тигры» и «Фердинанды». На карте лишь незначительные продвижения противника — план генерального наступления германского командования сорван. Колонна пленных немцев на улицах Курска.
На участке Брянского фронта идёт подготовка советских войск и боевой техники с маскировкой к наступлению. На карте показываются три направления удара. Бой начинается на рассвете 12 июля с сигнальной ракеты. Залпы тяжёлой артиллерии, после них в атаку устремляются штурмовые отряды пехоты. По железнодорожным составам и аэродромам в тылу врага бьёт советская авиация. К командному пункту фронта от каждого подразделения прибывают командиры. Командующий Брянским фронтом генерал-полковник М. М. Попов и члены Военного Совета фронта у карты.
Советским частям отдан приказ форсировать реку, под дымовой завесой идёт переправа на лодках и плотах, где-то вброд. Артиллерия подавляет огневые точки противника. Работают сапёры. В расчищенные проходы на штурм Орловского плацдарма устремляются танки, их поддерживает авиация. Следом за танками в бой вступает пехота. В небе схватка истребителей. Горит подбитый немецкий самолёт.
Прорыв советских войск вглубь немецкой обороны. Захват пленных. Выбивание врага и освобождение деревень. Возвращение гражданского населения. Разрушенные Мценск, Болхов. На карте показываются освобождённые от врага территории, всё ближе и ближе к Орлу. 
Останки сожжённой немецкой военной техники, разбитые укрепления, траншеи и дзоты. Здесь же немецкая новинка — бронированный колпак или «несокрушимый краб». Колонны пленных немцев, разросшиеся ряды немецких кладбищ с тысячами и тысячами убитых. Преодолев водную преграду вброд, конница ударяет по врагу с тыла. Командующий войсками Центрального фронта генерал армии К. К. Рокоссовский на командном пункте. На карте одновременное схематичное контрнаступление войск Воронежского и Степного фронтов на Белгород. На театре военных действий командующие фронтами генерал армии Н. Ф. Ватутин и генерал-полковник И. С. Конев. 4 августа, наступление советских частей на подожжённый немцами Орёл.
Взятие города 5 августа, освобождение пленённых сограждан из застенков. Картины разрушенных и разорённых кварталов города. Передача города от военного командования гражданскому. Разрушения в Белгороде, также освобождённом 5 августа. Встреча военных с населением. Траурные мероприятия по захоронению павших в боях за Белгород и Орёл. Вечерний праздничный салют в Москве.

## История создания
За событиями, происходящими в Орловской области с июля по август 1943 года пристально следили в «Главкинохронике» — появлению полнометражного фильма предшествовала серия документальных сюжетов, ставших атрибутом каждого выпуска «Союзкиножурнала».

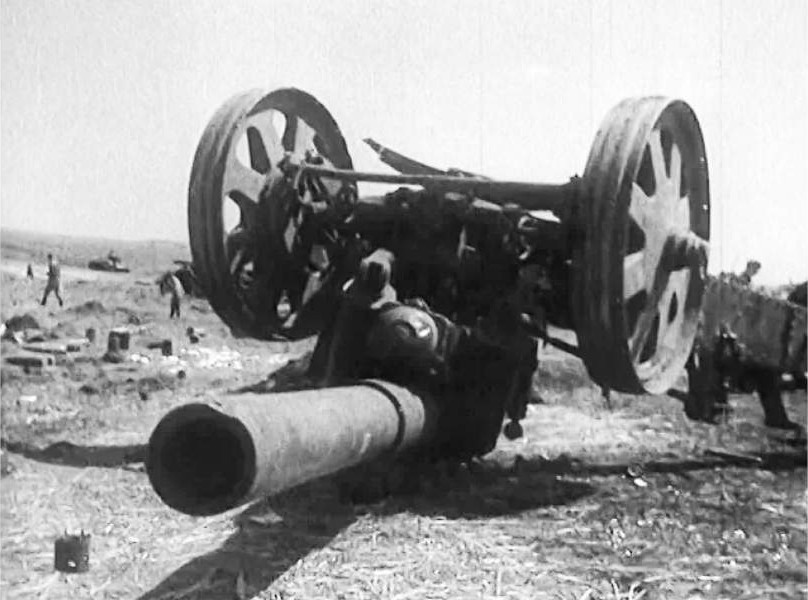
кадр из фильма

Основу картины составили съёмки фронтовой киногруппы Брянского фронта, сформированной в январе-феврале 1942 года при активном участии её руководителя — оператора и режиссёра Рафаила Гикова. Под его началом работали Александр Гафт, Фёдор Леонтович, Яков Марченко, Алексей Солодков, Александр Фролов, а также операторы в ранге ассистентов. 
В преддверии больших боёв в киногруппу поступила длиннофокусная оптика для съёмок с дальних расстояний. Оператором Ефимом Лозовским была сконструирована система механизмов для съёмок танковой атаки непосредственно из самой машины. Добившись разрешения командования, в походных мастерских части он изготовил бронированный бокс для камеры «Дебри» и впервые применил на Т-34 в июле 1943 года на Болховском направлении.

…когда советские танки пошли в наступление, в одном из них находился кинодокументалист Е. Лозовский.
Аппарат, установленный в стальном боксе на башне танка, фиксировал моменты боя. Оператору удалось снять прямое попадание снаряда в противотанковую пушку врага.
— Алексей Лебедев, «Искусство кино» № 3 1973
В фильм включены съёмки операторов Воронежского, Западного, Центрального фронтов, а также кадры немецких кинохроникёров.

## Создатели
- режиссёры — Рафаил Гиков, Лидия Степановна
- операторы

- Константин Бровин (нет в титрах)
- Николай Вихирев (нет в титрах)
- Александр Гафт
- Михаил Гольбрих (в титрах — А. Гольбрих)
- Илья Гутман (в титрах — ассистент оператора)
- Виктор Доброницкий
- Давид Ибрагимов (нет в титрах)
- Абрам Казаков
- Роман Кармен
- Анатолий Крылов
- Фёдор Леонтович
- Ефим Лозовский
- Иван Малов
- Яков Марченко
- Григорий Могилевский
- Юрий Монгловский (в титрах — ассистент оператора)
- Евгений Мухин (нет в титрах)
- Борис Небылицкий
- Григорий Островский
- Михаил Посельский
- Михаил Прудников (в титрах — ассистент оператора)
- Авенир Софьин
- Виктор Смородин
- Алексей Солодков
- Александр Фролов

- звукооператоры — Виктор Котов, Евгений Кашкевич
- ассистент режиссёра — Клавдия Кулагина, Е. Козина
- автор текста — Георгий Смирнитский
- диктор — Леонид Хмара
- музыкальное оформление — В. Смирнов
- художник мультипликации — Израиль Нижник
- военный консультант — генерал-майор С. П. Платонов
- директоры — Виктор Слонимский, Николай Мельников

## Отзывы в печати
В освобождённом Орле первый показ фильма состоялся 19 сентября 1943 года.
Из публикаций по выходу «Орловской битвы»:

…фильм, составленный в большинстве из кадров, снятых 
непосредственно на полях сражений мужественными кинооператорами, участниками исторических событий, выходит по своему значению далеко за пределы исторической хроники. Следуя один за другим, в строгой преемственности и связи, отдельные эпизоды составляют общую картину, которая говорит зрителю не только о внешней стороне событий, но раскрывает и внутренний их смысл.
— Давид Заславский, «Правда» 1 сентября 1943

Операторам кинохроники делает честь, что они сумели вовремя оказаться на самых решающих участках фронта.
Теперь миллионы людей в Советском Союзе и во всём мире сумеют увидеть то, что происходило на фронте в эти тяжёлые великие дни.
— Евгений Кригер, «Известия» 3 сентября 1943

Даже в момент самого напряжённого боя чрезвычайно трудно увидеть что-либо кроме орудийных вспышек и встающего перед траншеями дымного вала разрывов.
…оператору нужно зафиксировать битву на плёнку, а для этого он должен быть в самом пекле боя. Следует отдать справедливость операторам, снимавшим «Орловскую битву» — они сумели буквально в огне пожарищ снять интересные и новые для документального кино кадры и эпизоды.
— Василий Смирнов, из главы о фильме «Орловская битва» 1947
В большой статье на премьеру в газете «Литература и искусство» № 36 Евгений Габрилович сетует, что в картине скупо даны эпизоды фронтового быта, трудности окопной жизни бойца. Но оценив масштаб кинополотна, подытоживает: «В лучших своих эпизодах хроникальный фильм „Орловская битва“ достигает той драматической силы, которую не так часто встретишь и в художественной ленте».
После показа фильма в январе 1944 года в странах-союзниках США и Великобритании появились отзывы и в зарубежной прессе: «Данный фильм является историческим документом начинающегося развала армии Гитлера», «Русские отбросили назад фашистские орды. „Поход на Запад“ рассказывает, как это произошло. Победа показана здесь со всем тем живым реализмом, выразительностью и подчёркнутым гуманизмом, какие мы 
привыкли ожидать от советских военных фильмов».

## Комментарии
1. ↑  Киноновости из Орловской области выходили в «Союзкиножурналах» с № 43 по 54, за исключением № 45, целиком посвящённого работе оборонной промышленности и № 46 по военно-морской тематике[2].
2. ↑  В мае 1942 года киногруппа была усилена окончившими ВГИК Ильёй Гутманом и Юрием Монгловским и присланными на фронт на преддипломную практику[5].
3. ↑  В США и Великобритании фильм вышел с адаптированным для англоговорящей аудитории названием «Поход на Запад» / Campaign to the West[21].